# 哈勒陶地区奥
哈勒陶地区奥（發音：[ˈaʊ ʔɪn deːɐ̯ ˈhalɐtaʊ]）是德国巴伐利亚州上巴伐利亚行政区弗赖辛县的市镇，面积54.99平方千米，人口为人。